# Örträsks församling
Örträsks församling var en församling i Luleå stift och Lycksele kommun. Församlingen uppgick 2006 i Lycksele församling.

## Administrativ historik
Örträskas församling bildades 29 september 1848 som en kapellförsamling genom en utbrytning ur Lycksele församling. Församlingen ingick till 1888 (enligt beslut den 10 augusti 1887) i pastorat med Lycksele församling för att därefter (från år 1888) utgöra ett eget pastorat. Församlingen ingick från en tidpunkt efter 1992 men före 1999 i ett pastorat Lycksele och Örträsk som från 1999 även omfattade Björksele församling. Församlingen uppgick 2006 i Lycksele församling.

## Kyrkoherdar
| 1888–1916 | Axel Fredrik Westerlund | 1845–1916 |  |

## Kyrka
- Örträsks kyrka